# Z-матриця (хімія)
В хімії Z-матрицею (англ. Z-matrix) називають спосіб представлення координат атомів молекулярної системи. Крім того, таке подання називають також внутрішніми координатами (internal coordinates). Це подання визначає кожен атом системи через атомний номер, довжину зв'язку, валентний кут та двогранний кут. Під зв'язком у цьому випадку мається на увазі не хімічний зв'язок, а просто вектор, спрямований від одного атома до іншого, хоча вони можуть і збігатися. Тим не менше, прийнято записувати Z-матрицю через довжини і кути хімічних зв'язків, тому що такий запис дозволяє описати не тільки відносне розташування атомів один щодо одного, а й зв'язки цих атомів. Z-матриця називається так, тому що другий атом завжди розташовується уздовж осі аплікати (осі Z).
Z-матриця може бути перетворена в декартові координати. Також можливо зворотне перетворення. Інформація при цих перетвореннях не втрачається.
Z-матриці використовуються для опису молекулярних систем і приймаються багатьма програмами моделювання молекулярної динаміки та обчислювальної хімії. Крім того, багато програм візуалізації молекулярної структури мають також графічні редактори z-матриць. Наприклад, до таких програм відноситься Molden [Архівовано 5 липня 2007 у Wayback Machine.].

## Приклад
Молекула метану в декартових координатах (в ангстремах):
```
C     0.000000     0.000000     0.000000
H     0.000000     0.000000     1.089000
H     1.026719     0.000000    -0.363000
H    -0.513360    -0.889165    -0.363000
H    -0.513360     0.889165    -0.363000
```

Молекула метану у вигляді z-матриці:
```
C
H   1 1.089000     
H   1 1.089000  2  109.4710      
H   1 1.089000  2  109.4710  3  120.0000   
H   1 1.089000  2  109.4710  3 -120.0000
```